# Otto Kissenberth
Otto Kissenberth (26 de Fevereiro de 1893 – 2 de Agosto de 1919) foi um piloto alemão que combateu na Primeira Guerra Mundial. Abateu 20 aeronaves inimigas, o que fez dele um ás da aviação. Antes da guerra era um engenheiro mecânico, e em 1914 voluntariou-se para o Serviço Aéreo. Depois de receber treino como piloto de reconhecimento, tornou-se num dos primeiros pilotos de caça alemães. O seu sucesso como piloto fez com que fosse nomeado comandante da Jasta 23 a 4 de Agosto de 1917. Com um avião capturado aos britânicos, Kissenberth abateu a sua última vítima com uma aeronave da força inimiga, no dia 20 de Maio de 1918. Nove dias mais tarde, enquanto voava a mesma aeronave, ficou gravemente ferido quando a aeronave caiu. Ficou incapaz de voltar a voar até ao final da guerra. Depois da guerra acabar, morreu num acidente de alpinismo.

## Inicio da vida
Nascido em Landshut, Baviera em 1893, Kissenberth estudou na Universidade de Grenoble antes de completar um curso de engenharia em Munique e, em seguida, trabalhar para a aeronave Gustav Otto trabalha como engenheiro mecânico.

## Inicio de sua vida na aeronáutica
Com o seu interesse no design de aeronaves, Kissenberth juntou-se ao serviço aéreo Fliegertruppe do Deutsches Heer em 1914. Após o treinamento como piloto de reconhecimento com Flieger Ersatz-Abteilung (Substituição Detachment), ou FEA 1 em Schleissheim, Vizefeldwebel Kissenberth foi enviada para Feld- da Baviera Flieger-Abteilung (Flier Detachment) 8b. Em 21 de março de 1915, durante uma surtida sobre as montanhas de Vosges, ele foi ferido em ação. Após a recuperação, ele se juntou a outra unidade da Baviera, Flieger-Abteilung (Flier Detachment) 9b, em 8 de 1915 Julho, que estava estacionado em Toblach nos Alpes Dolomitas. A unidade serviu na Itália, incluindo um bombardeio ousada em Cortina em 31 de Julho de 1915, bem como na parte da frente Vosges,